# Gozdna železnica Idrijski lauf
Gozdna železnica Idrijski lauf je bila prometna pot za dovoz lesa iz gozdov v okolici Idrije do klavž, od koder so jamski les plavili do rudnika živega srebra v Idriji.
O prvih gozdnih progah idrijskega rudnika je znano malo podatkov. Znano je le to, da so bile gozdne železnice grajene od rek in potokov v notranjost 
gozdov. Proge so bile dolge nekaj 100 m do največ 3000 m, ter so jih glede na potrebe prestavljali iz ene lokacije na drugo.
Več oprijemljivih podatkov o gozdnih progah pa je iz leta 1820, ko je idrijski nadgozdar Jettmar izdelal gozdno železnico za oskrbovanje rudnika z lesom. Da so začeli uporabljati gozdno železnico v okolici Idrije, ni naključje. Tamkajšnji rudnik živega srebra, eden največjih tovrstnih na svetu, je bil velik porabnik lesa. Potrebe po jamskem lesu in lesu za kurjenje v žgalnih pečeh za pridobivanje živega srebra so zahtevale velike količine lesa. Ko ga ni bilo mogoče več dobiti v bližini Idrije, je bilo treba poseči v bolj oddaljene gozdove. Za transport lesa po vodni poti do Idrije so pričeli graditi klavže, za prevoz do klavž pa so si omislili gozdne železnice.
Prva proga je bila izdelana iz lesenih bukovih tramov pravokotnega preseka 14x20 cm.Tramovi dolgi od 6 do 8 m so bili vzporedno razmaknjeni 342 mm drug od drugega in pribiti na prečne lesene pragove, prav tako pravokotnega preseka. Med lesenimi tirnicami, so bile na pragove pribite deske, po katerih so hodili gozdni delavci in potiskali tovorne vagončke. Voziček je imel litoželezna kolesa premera 210 mm brez sledilnih vencev. Da ni zdrsnil s tira, je imel ob straneh spredaj in zadaj pritrjene vertikalne lesene kotalke, obložene s polčevino.
Kasneje se je izkazalo, da je tirna širina preozka in so progo predelali. Predelavo je opravil nadgozdar Friedler okoli leta 1850 in s tem staro gozdno železnico izločil iz uporabe. Tir so povečali na širino 625 mm in lesene tirnice obložili s pločevino-jeklenim trakom širine 30 in debeline 5 mm. Tudi tovorne vozičke imenovane »regljači«, so se spremenili. Posnemali so zasnovo starik kmečkih lojterskih voz, vendar brez ojesa in usmerjanja prednjih koles v ovinek. Na en »regljač« so lahko naložili do 1 m³ lesa.
Leta 1863 so »regljač« ponovno izboljšali. Premer kolesa, ki so mu dodali sledilni venec, so povečali na 310 mm. Sledilni venec, ki je onemogočal iztirjenje pa je imel premer 380 mm. Tekalna površina kolesa je znašala 57 mm, celotna debelima s sledilnim vencem vred pa je merila 77 mm.
Z gozdno železnico so dosegli sečišča v najbolj odročnih gozdnih predelih in spravljali les do plovne vode. Na to napravo je bila gozdna uprava zelo ponosna, saj je bila dalj časa edina v avstro-ogrski monarhiji. Z opustitvijo klavž je po 106 letih prenehal delovati tudi »lauf«, kot so gozdni delavci imenovali to gozdno železnico.
Po doslej zbranih podatkih g. T. Brateta je bila Gozdna železnica Idrijski lauf prva železnica na svetu, namenjena za spravilo lesa.